# Whitfieldia laurentii
Whitfieldia laurentii är en akantusväxtart som först beskrevs av Gustav Lindau, och fick sitt nu gällande namn av Charles Baron Clarke. Whitfieldia laurentii ingår i släktet Whitfieldia och familjen akantusväxter. Inga underarter finns listade i Catalogue of Life.